# 충남지방중소벤처기업청
충남지방중소벤처기업청(忠南地方中小벤처企業廳)은 충청남도 중소기업 정책의 기획·종합, 중소기업의 보호·육성, 창업·벤처기업의 지원, 대·중소기업 간 협력 및 소상공인에 대한 보호·지원에 관한 사무를 관장하는 대한민국 중소벤처기업부의 소속기관이다. 2020년 3월 31일 발족하였으며, 충청남도 천안시 서북구 광장로 215 충남경제종합지원센터 9층 에 위치하고있다. 청장은 서기관·기술서기관 또는 공업연구관으로 보한다.

## 연혁
- 1996년 2월 9일: 중소기업청 소속으로 대전·충남지방중소기업청 설치.[3]
- 1998년 8월 1일: 대전·충남지방중소기업청을 폐지. 소관 사무를 중소기업청으로 이관, 대전·충남지방중소기업사무소 설치.[4]
- 2007년 3월 22일: 중소기업청 소속으로 대전·충남지방중소기업청 재설치.[5]
- 2017년 7월 26일: 중소벤처기업부 소속 대전·충남지방중소벤처기업청으로 개편.[6]
- 2020년 3월 31일: 중소벤처기업부 소속 대전·충남지방중소벤처기업청 및 대전충남지방중소벤처기업청 충남사무소를 폐지하고, 충청남도 지역을 전담하는 충남지방중소벤처기업청 신설

## 조직

### 청장
- 지역정책과[7]
- 지역혁신과[7]

### 소속기관
사무소